# Ateliers de Construction Mécanique l’Aster

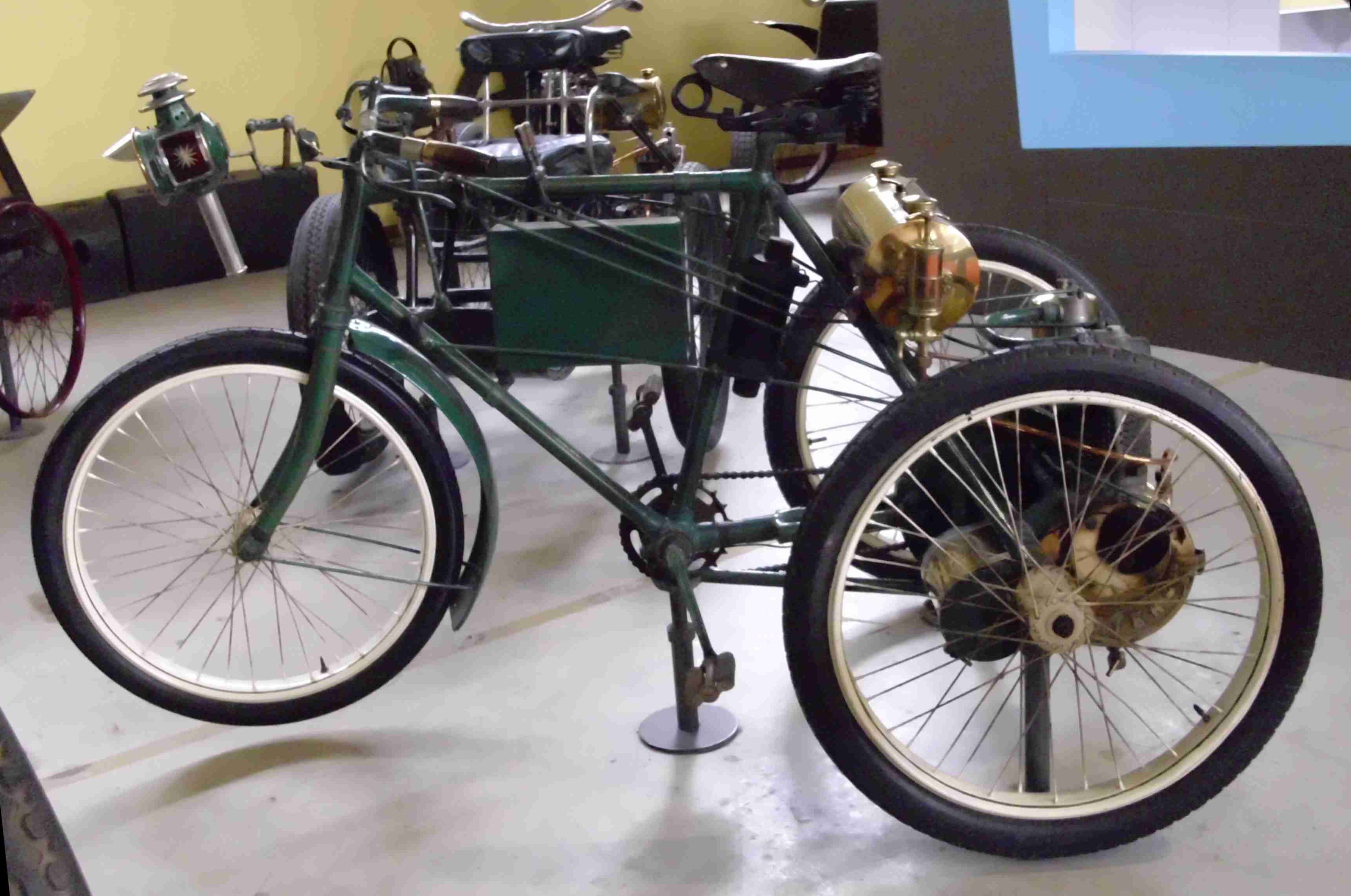
Aster Dreirad von 1899

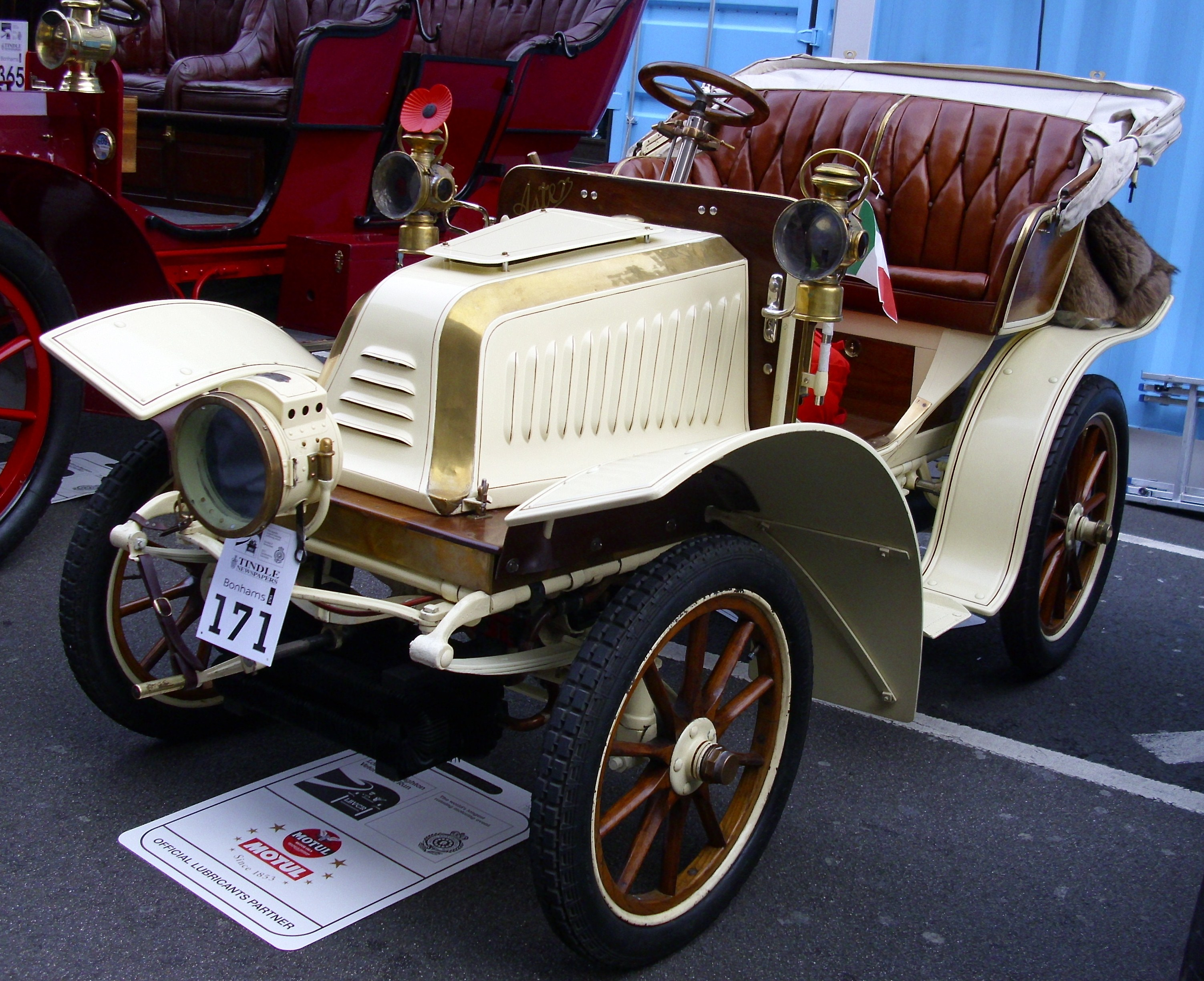
Aster von 1902

Aster 20 HP Tonneau von 1904

Ateliers de Construction Mécanique l’Aster war ein französischer Hersteller von Motorrädern und Automobilen.

## Unternehmensgeschichte
Maurice Chéronnet und Alfred Monnard gründeten 1898 das Unternehmen in St-Denis. Sie begannen 1898 mit der Produktion von Motorrädern und 1900 mit der Produktion von Automobilen. 1910 endete die Produktion. Im größeren Umfang als die eigene Fahrzeugfertigung erfolgte die Herstellung von Einbaumotoren, die an zahlreiche andere Automobilhersteller geliefert wurden. In Italien erfolgte der Vertrieb der Motoren zwischen 1906 und 1908 durch Aster Società Italiana Motori.

## Fahrzeuge
Es handelte sich überwiegend um Kleinwagen, teilweise mit drei Rädern. 1903 entstand ein größeres Modell, dessen Motor 12 PS leistete.
Ein Fahrzeug dieser Marke ist in der Autoworld Brussels zu besichtigen.

## Motoren
Aster stellte 1901 auf dem Mondial de l’Automobile in Paris Einzylindermotoren mit 3 PS und 5 PS sowie einen Zweizylindermotor mit 12 PS Leistung aus.
An folgende Automobilhersteller wurden Einbaumotoren geliefert: Alba, Allen, Argyll, Ariès, Armadale, Attila, Barré, Beckmann, Begbie, Bertrand, Bolide, Canterbury, Carlton, Cavendish, Celtic, Century, Certus, Cito, Claudius, Clément, Darracq, Dennis, Eastmead & Biggs, Ernst, Gladiator, Hanzer, Highgate, Hoflack, Holdsworth, Horley, Hurtu, Isotta Fraschini, John O’Gaunt, Knight of the Road, Korn et Latil, La Plata, La Torpille, Laurent et Touzet, Loidis, Lucerna, Manchester, Martin, Newey, Newey-Aster, Parisienne, Passy-Thellier, Petit, Premier, Prunel, Quo Vadis, Record, Renault, Reyrol, Rigal, Rochet, Ryley, Sage, Sanderson-Aster, Singer, Société Manufacturière d’Armes, St. Vincent, Stonebow, Swift, Tyne und Westland.